# George Bell
George Irving Bell (ur. 4 sierpnia 1926 w Evanston, zm. 28 maja 2000 w Los Alamos) – amerykański fizyk, biolog i wspinacz.

## Życiorys
Przeniósł się do Nowego Meksyku w 1951 roku, gdzie przez prawie 50 lat był siłą napędową w Oddziale Fizyki Teoretycznej Narodowego Laboratorium Los Alamos (LANL). Pracował między innymi nad fizyką reaktorów jądrowych oraz immunologią. Jako wspinacz zdobył takie szczyty jak: Yerupaja i Mount Waddington, ale najważniejszym jego osiągnięciem jest dokonanie pierwszego wejścia na Maszerbrum razem z Willim Unsoeldem.